# アライバコンビ
アライバコンビは、日本プロ野球（NPB）・セントラル・リーグ（セ・リーグ）の球団、中日ドラゴンズで活躍した荒木雅博・井端弘和の2人による二遊間コンビを表す愛称。

## 概要
荒木は監督が星野仙一時代の1996年、井端は1998年に入団し、ともに2001年よりレギュラーに定着した。ただし荒木は2001年のみ外野手として出場している。荒木はその後、監督が山田久志に交代した2002年に外野手から内野手にコンバートされ、二塁手のレギュラーに定着したこの年から井端との二遊間コンビとなり、ここにアライバコンビの歴史が始まった。以後、アライバコンビは2013年までの12シーズンに渡って続いた。
2人は監督が落合博満に交代となった2004年から2009年まで6シーズン連続でゴールデングラブ賞を受賞しており、同賞の投票資格を持つ記者からも、特に守備面において高く評価され、落合からも「どれだけ助けられたか」と高く評価されている。またベストナインも2004年から2006年まで3年連続で受賞している（井端のみ2007年にも受賞）。
2014年より井端が読売ジャイアンツに移籍したため消滅。
このアライバコンビは、守備面のみならず攻撃面でも1番打者と2番打者で「1・2番コンビ」を組んで活躍しクリーンナップに繋げる役割を果たしていた。
また、公式戦においてふたりが初めて同時に出場したのは2000年5月19日であるが、この試合では代走で途中出場の荒木がセンター、代打で途中出場の井端はライトの守備に就いたため、二遊間ではなく右中間でコンビを組んだ。
主に荒木が二塁、井端が遊撃を守ったが、2010年、2011年シーズンは逆のポジジョンにコンバートしていた。
そんなアライバコンビの足枷になっていた選手としてはチームの一塁手を務めていたタイロン・ウッズの名が挙がる。彼はその極端な守備範囲の狭さから荒木を送球イップスに追い込み、ある時井端が投じた頭部付近へのノーバウンド送球をミットに当てることすらできず後ろに逸らし、井端が「あれも俺のエラーになるの?」と嘆いた逸話も残っている。ただし荒木本人は引退後に「自分がイップスになったのはウッズのせいではない」と強調している。

## 記録
アライバコンビは守備面での記録もいくつか残している。以下にその記録の一部を記す。
なお、記録はNPBが2リーグに分裂した1950年以降のもので、上位10傑にランクインされているもののみを記述する。
この記録は1シーズン単位であり、中日ドラゴンズ在籍時のアライバ両者および別選手との合算の記録である。

### 二遊間の守備率

#### アライバコンビでの記録
- NPB第3位 2004年 守備率 .9929  アウト数1407 失策数10
- NPB第5位 2003年 守備率.99254 アウト数1065 失策数8
- NPB第6位 2005年 守備率.99251 アウト数1590 失策数12

※上記の記録はいずれも荒木が二塁手、井端が遊撃手としての記録。

#### コンビの片方のみでの記録
NPB第2位 2001年 守備率.9940 アウト数1001 失策数6
※上記は井端のみの記録（遊撃手。前述の通り荒木はこの当時は外野手であり、二塁手は立浪和義によるもの）。

### 二遊間によるアウト数
NPB第1位 2005年シーズン 両者合算1590（うち刺殺614、補殺976）。
内訳
荒木 刺殺410、補殺496
井端 刺殺204、補殺480
NPB第2位 2009年シーズン 両者合算1503（うち刺殺576、補殺927）
内訳
荒木 刺殺358、補殺450
井端 刺殺218、補殺477
NPB第9位 2012年シーズン 両者合算1426（うち刺殺575、補殺851）
内訳
荒木 刺殺389、補殺401
井端 刺殺186、補殺450
※上記の記録はすべて荒木は二塁手、井端は遊撃手としてのもの。

## 関連書籍
- 井端弘和の遊撃手「超」専門講座（2019年9月4日、ベースボール・マガジン社、ISBN 978-4583112350）
- 荒木雅博の二塁手「超」専門講座（2020年5月7日、ベースボール・マガジン社、ISBN 978-4583112688）
それぞれ井端・荒木の単著だが、それぞれで「アライバコンビのプレー」について触れている箇所も多く[6]、荒木の書籍の発売時に「球史に残る二遊間「アライバ」コンビが書籍で復活」と2冊の宣伝がなされた。
- アライバの鉄則（2020年7月20日、廣済堂出版、ISBN 978-4331522967） - 荒木・井端の共著
- 最強 二遊間論（2022年10月3日、エクシア出版、ISBN 978-4910884011） - 井端の単著だが、荒木が推薦のコメントを書いている